# 大岡清相
大岡 清相（おおおか きよすけ）は、江戸時代中期の旗本。勘定頭大岡清重の養孫で甥。

## 生涯
元禄7年（1694年）に家督を継ぎ、小普請・御書院番・御使番・御目付などを歴任する。宝永6年（1709年）10月15日に江戸城西ノ丸御留守居となり、同年に備前守に叙任された。正徳元年（1711年）4月、長崎奉行に任じられる。当時、幕閣の間で長崎貿易の制限の必要が唱えられ、特に新井白石は強硬論を唱えていた。清相の派遣はその政策に沿ったものであった。だが、着任した清相は長崎貿易の実情を把握した上で幕府に対する上書を作成し、現地から離れた江戸での強硬論を抑えた上で、輸出銅や来航船数の制限、値組制度、信牌制度導入などを進言した。現実を踏まえた上での清相の進言は、後に海舶互市新例の骨子として採用された。
正徳5年（1715年）2月23日、江戸からの上使を迎え入れた清相は唐船の出航を引き止めて、外国船がほぼ揃った時点で海舶互市新例を通達した。
享保元年（1716年）には『崎陽群談』を編纂したが、その翌年に39歳で没した。